# Beyrichia
Beyrichia är ett fossilt släkte av musselkräftor som levde under paleozoikum, särskilt under yngre silur.
Beyrichia förekommer i Sverige bland annat i fossil i Skåne och på Gotland. I lösa block av kalksten från yngre silur på den nordtyska slätten är olika arter av Beyrichia vanliga, och bergarten kallas därför Beyrichiakalk.